# العلاقات اليابانية الكينية
العلاقات اليابانية الكينية هي العلاقات الثنائية التي تجمع بين اليابان وكينيا.

## مقارنة بين البلدين
هذه مقارنة عامة ومرجعية للدولتين:
| وجه المقارنة                                              | اليابان         | كينيا                         |
| --------------------------------------------------------- | --------------- | ----------------------------- |
| المساحة (كم2)                                             | 377.97 ألف      | 581.31 ألف                    |
| عدد السكان (نسمة)                                         | 126.79 مليون    | 48.47 مليون                   |
| الكثافة السكانية (ن./كم²)                                 | 335.45          | 83.38                         |
| العاصمة                                                   | طوكيو           | نيروبي                        |
| اللغة الرسمية                                             | اللغة اليابانية | اللغة السواحلية، لغة إنجليزية |
| العملة                                                    | ين ياباني       | شيلينغ كيني                   |
| الناتج المحلي الإجمالي (بليون دولار)                      | 4.87 تريليون    | 74.94 مليار                   |
| الناتج المحلي الإجمالي (تعادل القوة الشرائية) بليون دولار | 5.18 تريليون    | 142.24 مليار                  |
| الناتج المحلي الإجمالي الاسمي للفرد دولار أمريكي          | 34.52 ألف       | 1.38 ألف                      |
| الناتج المحلي الإجمالي للفرد دولار أمريكي                 | 36.62 ألف       | 2.95 ألف                      |
| مؤشر التنمية البشرية                                      | 0.903           | 0.548                         |
| رمز المكالمات الدولي                                      | +81             | +254                          |
| رمز الإنترنت                                              | .jp             | .ke                           |
| المنطقة الزمنية                                           | توقيت اليابان   | ت ع م+03:00                   |

## منظمات دولية مشتركة
يشترك البلدان في عضوية مجموعة من المنظمات الدولية، منها:
| علم المنظمة | اسم المنظمة                               | تاريخ انضمام اليابان | تاريخ انضمام كينيا |
| ----------- | ----------------------------------------- | -------------------- | ------------------ |
|             | يونسكو                                    | 2 يوليو 1951         | 7 أبريل 1964       |
|             | الفريق المعني برصد الأرض                  | ?                    | ?                  |
|             | مؤسسة التمويل الدولية                     | 20 يوليو 1956        | 3 فبراير 1964      |
|             | المركز الدولي لتسوية المنازعات الاستشارية | 16 سبتمبر 1967       | 2 فبراير 1967      |
|             | منظمة حظر الأسلحة الكيميائية              | ?                    | ?                  |
|             | مؤسسة التنمية الدولية                     | 27 ديسمبر 1960       | 3 فبراير 1964      |
|             | منظمة التجارة العالمية                    | ?                    | 1995               |
|             | وكالة ضمان الاستثمار متعدد الأطراف        | 12 أبريل 1988        | 28 نوفمبر 1988     |
|             | الاتحاد البريدي العالمي                   | ?                    | ?                  |
|             | الاتحاد الدولي للاتصالات                  | 29 يناير 1879        | 11 أبريل 1964      |
|             | منظمة الشرطة الجنائية الدولية             | ?                    | ?                  |
|             | الأمم المتحدة                             | 18 ديسمبر 1956       | 16 ديسمبر 1963     |
|             | البنك الدولي للإنشاء والتعمير             | 13 أغسطس 1952        | 3 فبراير 1964      |
|             | البنك الإفريقي للتنمية                    | ?                    | ?                  |

## وصلات خارجية
- موقع وزارة الخارجية اليابانية
- موقع وزارة الخارجية الكينية